# NGC 634
NGC 634 é uma galáxia espiral (Sa) localizada na direcção da constelação de Triangulum. Possui uma declinação de +35° 21' 53" e uma ascensão recta de 1 horas, 38 minutos e 18,6 segundos.
A galáxia NGC 634 foi descoberta em 26 de Outubro de 1876 por Édouard Jean-Marie Stephan.